# Felix Mendelssohn Bartholdy

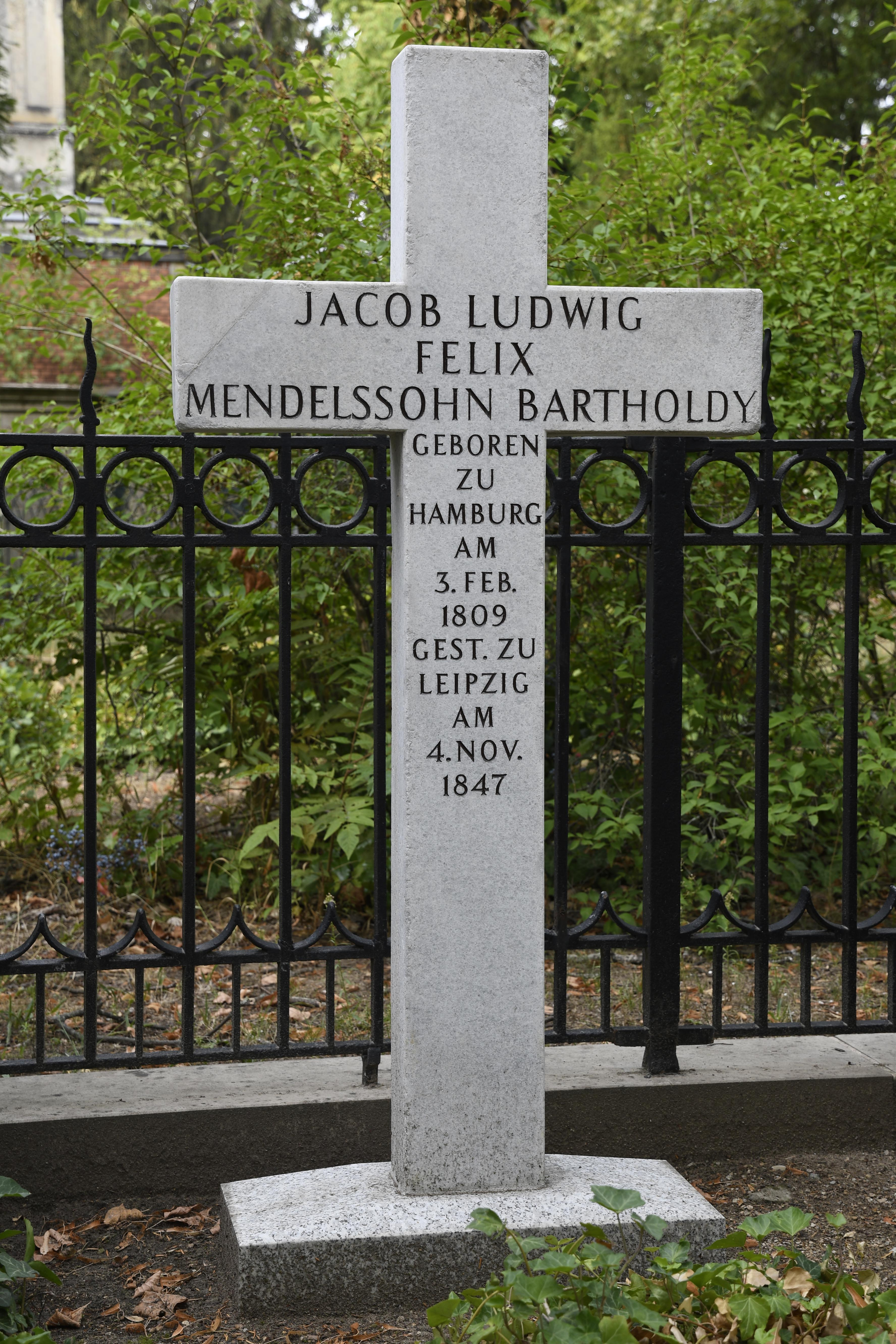
Het graf van Felix Mendelssohn Bartholdy te Berlijn

Jakob Ludwig Felix Mendelssohn Bartholdy (Hamburg, 3 februari 1809 – Leipzig, 4 november 1847), geboren en bekend als Felix Mendelssohn, was een Duits componist, dirigent, organist en pianist van de vroege romantiek. Mendelssohns oeuvre omvat onder andere symfonieën, concerto's, liederen, orgel- en kamermuziek. Zijn bekendste werken zijn de ouverture en de toneelmuziek Ein Sommernachtstraum voor het toneelstuk A Midsummer Night's Dream (Een Midzomernachtdroom) van William Shakespeare, de Italiaanse symfonie, de Schotse symfonie, het oratorium Paulus, de ouverture Die Hebriden, het vioolconcert en het strijkoctet. De originele melodie van het kerstlied Hoor de eng'len zingen d'eer is door hem geschreven. De Lieder ohne Worte vormen zijn bekendste serie pianostukken.
Als kleinzoon van de filosoof Moses Mendelssohn werd Felix Mendelssohn geboren in een vooraanstaande Joodse familie. Hij werd zonder religie opgevoed tot de leeftijd van zeven, toen hij werd gedoopt als een gereformeerde christen. Felix werd al vroeg erkend als een muzikaal wonderkind, maar zijn ouders wilden niet profiteren van zijn talent. Zijn zus Fanny kreeg een soortgelijke muzikale opleiding en was op zichzelf een getalenteerd componist en pianiste; sommige van haar vroege liederen werden gepubliceerd onder de naam van haar broer.
Mendelssohn genoot al vroeg succes in Duitsland. Hij wekte nieuwe belangstelling voor de muziek van Johann Sebastian Bach, met name met zijn uitvoering van de Matthäus-Passion in 1829. Hij werd goed ontvangen tijdens zijn reizen door Europa als componist, dirigent en solist; zijn tien bezoeken aan Groot-Brittannië – waar veel van zijn belangrijkste werken in première gingen - vormen een belangrijk onderdeel van zijn volwassen carrière. Zijn in wezen conservatieve muzieksmaak onderscheidde hem van meer avontuurlijke muzikale tijdgenoten als Franz Liszt, Richard Wagner, Charles-Valentin Alkan en Hector Berlioz. Het door hem opgerichte Leipziger Conservatorium der Muziek werd een bolwerk van deze antiradicale visie. Na een lange periode van relatieve minachting vanwege veranderende muzieksmaak en antisemitisme in de late negentiende en vroege twintigste eeuw, is zijn creatieve originaliteit opnieuw geëvalueerd. Hij is nu een van de meest populaire componisten van de romantiek.

## Levensloop

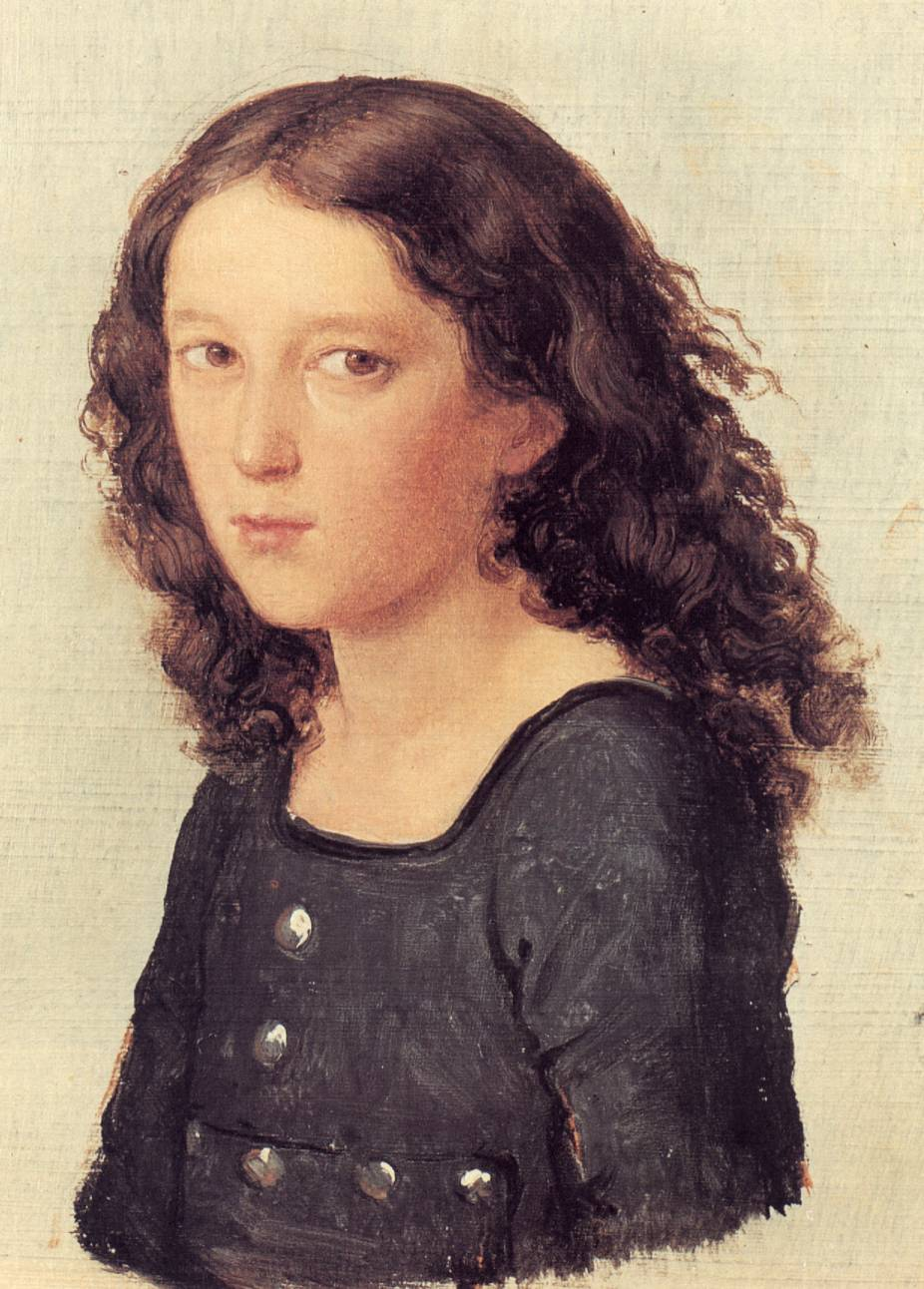
Mendelssohn als kind, 1821

Mendelssohn werd geboren in een rijke Joodse familie, die op 21 maart 1816 door dominee Johann Jakob Stegemann van de Berlijnse gereformeerde Jeruzalemgemeente in een huisdoop protestants gedoopt werd. Ook Felix Mendelssohn werd in 1816 protestants gedoopt. Zijn vader Abraham Mendelssohn (1776-1835) was bankier en zijn grootvader was de Joods-Duitse filosoof Moses Mendelssohn. In 1812 verhuisde de familie naar Berlijn. Op zesjarige leeftijd kreeg hij, samen met zijn oudere zuster Fanny, pianoles van zijn moeder en op zevenjarige leeftijd, ook met Fanny, van Marie Bigot in Parijs. In 1817, na in Berlijn te zijn teruggekeerd, kreeg hij les in compositie van Carl Friedrich Zelter, die de Zangacademie dirigeerde en die in 1821 een ontmoeting met zijn vriend Goethe in Weimar mogelijk maakte.
Daarvoor, in 1818, op negenjarige leeftijd, trad hij op in een openbaar kamerconcert en voordat hij dertien was had hij al verschillende composities op zijn naam, waaronder het pianokwartet opus 1. Zijn vader was rijk genoeg om hem een privéorkest te laten dirigeren. Hij componeerde zijn eerste symfonieën voor strijkorkest op vijftienjarige leeftijd.

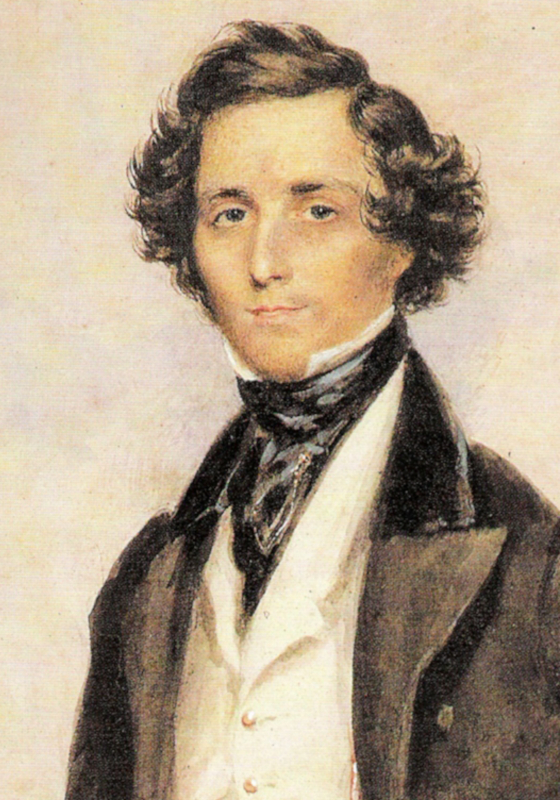
Mendelssohn in een aquarel door James Warren Childe, 1829

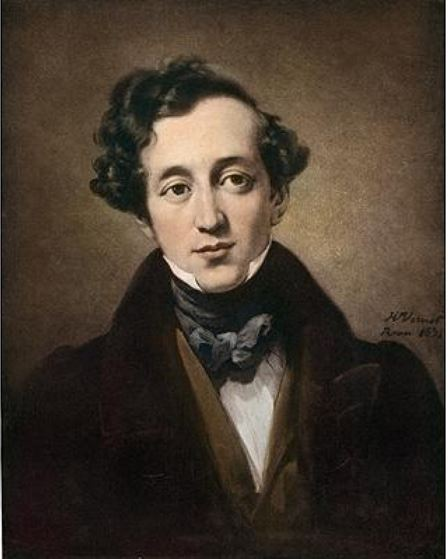
Mendelssohn door Horace Vernet, 1831

In 1827 schreef hij zich in aan de universiteit van Berlijn, om daar de geschiedenis- en filosofiecolleges van Hegel te volgen. Hij kreeg pianoles van Ignaz Moscheles tijdens een bezoek. In 1825 voltooide hij de korte opera Die Hochzeit des Camacho, die op kosten van de familie in 1827 werd uitgevoerd. Op zijn zeventiende componeerde hij de ouverture voor het toneelstuk A Midsummer Night's Dream (Een Midzomernachtdroom) van William Shakespeare (de rest van de toneelmuziek voltooide hij in 1842).
Hij reisde veel, onder andere naar Parijs, Italië en Groot-Brittannië. In Rome trok hij op met Hector Berlioz, die daar verbleef als winnaar van de Prix de Rome.

Op 26 mei 1833 dirigeerde hij de uitvoeringen van het Niederrheinische Musikfest met zoveel succes, dat hem prompt de functie van Generalmusikdirektor van de stad Düsseldorf aangeboden werd. De functie hield de muzikale leiding in van zowel de hoofdkerken als het theater. Deze functies bekleedde hij van 1833 tot 1835.
In 1835 werd Mendelssohn de eerste muziekdirecteur die tevens Kapellmeister van het Gewandhausorchester in Leipzig was. Voor die tijd waren deze twee functies gescheiden.
Tijdens een bezoek aan Frankfurt ontmoette hij Cécile Jeanrenaud, een nakomelinge van een Franse Hugenotenfamilie, met wie hij op 28 maart 1837 in het huwelijk trad. In de zomer van 1836 was Mendelssohn in zijn eentje naar Scheveningen gereisd om goed te overdenken of hij deze stap wel wilde nemen. Hieraan is nog een aardig detail verbonden: Mendelssohn maakte in Den Haag een mooie kleurentekening van de Kleine Groenmarkt; dit werk behoort tegenwoordig tot de collectie Radcliffe Science Library in Oxford. Het echtpaar kreeg vijf kinderen. In september van hetzelfde jaar dirigeerde hij zijn oratorium Paulus op het Birmingham Festival.
Mendelssohns oratoria Paulus en Elias waren beïnvloed door de muziek van Georg Friedrich Händel en Johann Sebastian Bach, die in vergetelheid was geraakt en die Mendelssohn weer onder de aandacht van het publiek heeft gebracht. In 1829 gaf Mendelssohn met groot succes een uitvoering van de Matthäuspassion, de eerste uitvoering van dit werk sinds het overlijden van Bach (1750).
Mendelssohn vertrok in 1841 naar Berlijn, waar hij benoemd werd tot directeur van de muziekafdeling van de kunstacademie. Hier componeerde hij toneelmuziek voor stukken in het Grieks, het Engels en het Frans.
In 1842 werd Mendelssohn als een der eersten opgenomen in de exclusieve Orde "Pour le Mérite".
Eind 1842 keerde hij naar Leipzig terug en richtte daar met Robert Schumann het Leipziger Conservatorium der Musik op, dat ruim een eeuw later zijn naam zou krijgen. Hij gaf les in piano en compositie. Hij had echter een slechte gezondheid en zijn bezoek aan het Festival van Birmingham op 26 augustus 1846 was zijn op een na laatste bezoek aan Engeland. Na zijn laatste bezoek aan dat land in de lente van 1847 was hij erg gedeprimeerd door het overlijden van zijn zuster Fanny die, zelf muzikaal hoogbegaafd, immer met hem meeleefde.
Daarna ging hij naar Zwitserland, maar hij was te ziek om te werken en keerde terug naar Leipzig in september 1847 waar hij, op 4 november, slechts 38 jaar oud, zwaar overwerkt en geheel uitgeput, aan een hersenbloeding overleed.
Tijdens zijn leven was hij zeer gesteld op de toen wereldberoemde Zweedse sopraan Jenny Lind, met wie hij veel concerten gaf en aan wie hij vele liefdesbrieven schreef.

## Postuum
De nationaalsocialisten verboden Mendelssohns werk dat zij als "Joods" en daarom als "Entartete Kunst" beschouwden.
Het Mendelssohn-Haus in Leipzig en het Fanny & Felix Mendelssohn Museum in Hamburg zijn voor een deel aan zijn leven gewijd.

## Composities

### Orkestwerken
| - 1821: Symfonie nr. 1 in C-majeur, voor strijkorkest - 1821: Symfonie nr. 2 in D-majeur, voor strijkorkest - 1821: Symfonie nr. 3 in e-mineur, voor strijkorkest - 1821: Symfonie nr. 4 in c-mineur, voor strijkorkest - 1821: Symfonie nr. 5 in Bes majeur, voor strijkorkest - 1821: Symfonie nr. 6 in Es majeur, voor strijkorkest - 1821: Symfonie nr. 7 in d-mineur, voor strijkorkest - 1822: Symfonie nr. 8 in D-majeur, voor strijkorkest - 1823: Symfonie nr. 9 in C-majeur, voor strijkorkest - 1823: Symfonie nr. 9 in c-mineur, voor strijkorkest - 1823: Symfonie nr. 10 in b-mineur, voor strijkorkest - 1823: Symfonie nr. 11 in f-mineur, voor strijkorkest - 1823: Symfonie nr. 12 in g-mineur, voor strijkorkest - 1823: Symfonie nr. 13 in c-mineur, voor strijkorkest - 1824: Symfonie Nr. 1 in c-mineur, voor orkest, op. 11 1. Allegro molto 2. Andante 3. Menuetto: Allegro molto 4. Allegro con fuoco - 1840: Symfonie Nr. 2, "Lobgesang" in Bes majeur, voor solostemmen, koor en orkest, op. 52 10 delen - 1829-1831, 1840-1841: Symfonie Nr. 3, "Schotse" in a-mineur, voor orkest, op. 56 (17437KBⓘ) 1. Andante con moto - Allegro un poco agitato 2. Vivace non troppo 3. Adagio 4. Allegro vivacissimo - Allegro maestoso assai - 1830-1831, 1833: Symfonie Nr. 4, "Italiaanse" in A-majeur, voor orkest, op. 90 1. Allegro vivace 2. Andante con moto 3. Con moto moderato 4. Saltarello: Presto - 1829-1830: Symfonie Nr. 5, "Reformatie" in d-mineur, voor orkest, op.107 1. Andante - Allegro con fuoco 2. Allegro vivace 3. Andante 4. Andante con moto - 1826 Ein Sommernachtstraum, concertouverture, op. 21 (ouverture voor het toneelstuk A Midsummer Night's Dream (Een Midzomernachtdroom) van William Shakespeare) - 1830-1832 De Hebriden (Fingal's Cave), ouverture, op. 26 - 1832 Meeresstille und glückliche Fahrt, ouverture, op. 27 - 1833 Die schöne Melusine, ouverture, op. 32 - 1839 Ruy Blas, ouverture, op. 95 | - 1822 Concerto in a klein, voor piano en strijkorkest, op. posth. - 1822 Concerto in d klein, voor viool en strijkorkest, op. posth. - 1823 Concerto in E groot, voor twee piano's en orkest, op. posth. - 1824 Concerto in As groot, voor twee piano's en orkest - 1832 Capriccio Brillant in b klein, voor piano en orkest, op. 22 - 1832 Concerto nr 1 in g klein, voor piano en orkest, op. 25 - 1834 Rondo Brillant in Es groot, voor piano en orkest, op. 29 - 1837 Concerto nr 2 in d klein, voor piano en orkest, op. 40 - 1838 Serenade en Allegro giocoso in b klein, voor piano en orkest, op. 43 - 1838-1844 Concerto in e klein, voor viool en orkest, op. 64 (18793KBⓘ) 1. Allegro molto appassionato 2. Andante 3. Allegretto non troppo - Allegro molto vivace - 1824 Ouvertüre für Harmoniemusik, op. 24 - Marche guerrière des Prêtres du Mélodrame "Athalie" - Notturno in c klein voor 11 blazers - 1825 kyrie - 1827 Christe, du Lamm Gottes, koraal-cantate - 1828 Jesu meine Freude, koraal-cantate - 1829 Wer nur den lieben Gott läßt walten, koraal-cantate - 1829 Psalm 115, Nicht unserm Namen, Herr (Non nobis Domine), cantate opus 31 - 1830 O Haupt voll Blut und Wunden, koraal-cantate - 1830-1831 Vom Himmel hoch, da komm ich her, koraal-cantate - 1830-1832, 1842-1843 De Eerste Walpurgisnacht, voor alt, tenor, bariton, bas, gemengd koor en orkest, op. 60 - tekst: Johann Wolfgang von Goethe - 1831 Verleih uns Frieden gnädiglich, koraal-cantate - 1831 Wir glauben all an einen Gott, koraal-cantate - 1832 Ach Gott vom Himmel sieh darein, koraal-cantate - 1834-1836 Paulus, oratorium voor 2 sopranen, tenor, bariton, 2 bassen, gemengd koor en orkest, op. 36 - tekst: Julius Schubring, naar teksten uit de Bijbel - 1838 Psalm 42, Wie der Hirsch schreit, cantate opus 42 - 1838 Psalm 95, Kommt, lasst uns anbeten, cantate opus 46 - 1839-1840 Lobgesang, symfonische cantate (uit de tweede symfonie) voor twee sopranen, tenor, gemengd koor en orkest, op. 52 - tekst: uit de Bijbel - 1839 Psalm 114, Da Israel aus Ägypten zog, cantate opus 51 - 1842 Hymne für eine Altstimme mit Chor und Orchester opus 96, naar 3 Geistliche Lieder WoO 14 (1840) met orgel - Engelse tekst: Charles B. Broadley; Duitse vertaling: anoniem 1. Laß, o Herr, mich Hülfe finden 2. Deines Kind's Gebet erhöre 3. Herr, wir trau'n auf deine Güte Fuga, Lasst sein heilig Lob uns singen - 1843 Psalm 98, Singet dem Herrn, cantate opus 91 - 1844 Hear my prayer, Hör’ mein Bitten voor sopraan, koor SATB (sopraan, alt, tenor, bas) en orgel; orkestversie 1847 - Engelse tekst: William Bartholomew, naar psalm 55 - 1844-1846 rev. 1847 Elias (Elijah), oratorium voor 2 sopranen, alt, tenor, bas, groot gemengd koor en orkest, op. 70 - tekst: Julius Schubring, naar het Oude Testament uit de boeken I en II Koningen - 1846 Lauda Sion, op. 73 - Latijnse tekst: Thomas van Aquino, Sequentia van het Sacramentsfeest - 1847 Christus, fragment van een oratorium voor sopraan, tenor, bariton, bas, gemengd koor en orkest, op. 97 - tekst: Christian Carl Josias von Bunsen, naar teksten uit de Bijbel - 9 toonzettingen van psalmen |

### Muziektheater

#### Opera's
| Voltooid in | titel                                       | aktes   | première                  | libretto                                                                                 |
| ----------- | ------------------------------------------- | ------- | ------------------------- | ---------------------------------------------------------------------------------------- |
| 1820-1830   | Die Soldatenliebschaft                      | 1 akte  | 11 december 1820, Berlijn | Johann Ludwig Casper, naar een onbekende librettist                                      |
| 1821        | Die beiden Pädagogen                        | 1 akte  | 15 maart 1821, Berlijn    | Johann Ludwig Casper, naar Eugène Scribe                                                 |
| 1821        | Die wandernden Komödianten                  | 1 akte  | 8 maart 1822, Berlijn     | Johann Ludwig Casper, naar Louis-Benoît Picard                                           |
| 1822-1823   | Die beiden Neffen oder Der Onkel aus Boston | 3 aktes | 7 februari 1824, Berlijn  | Johann Ludwig Casper, naar een onbekende librettist                                      |
| 1825        | Die Hochzeit des Camacho, op. 10            | 2 aktes | 29 april 1827, Berlijn    | Friedrich Voigts, o.a. naar Miguel de Cervantes Saavedra, Duitse vertaling: Ludwig Tieck |
| 1847        | Loreley                                     | 3 aktes | alleen een fragment       | Emanuel Geibel                                                                           |

#### Operette
| Voltooid in | titel | aktes  | première                  | libretto        |
| ----------- | --- | ------ | ------------------------- | --------------- |
| 1829        | Die Heimkehr aus der Fremde, op. 89; gecomponeerd ter gelegenheid van de zilveren bruiloft van zijn ouders | 1 akte | 26 december 1829, Berlijn | Carl Klingemann |

#### Toneel
| Voltooid in | titel                                                       | opmerkingen                                                                                        | première   | libretto                                                                 |
| ----------- | ----------------------------------------------------------- | -------------------------------------------------------------------------------------------------- | ---------- | ------------------------------------------------------------------------ |
| 1820        | Quel bonheur pour mon cœur, scène uit; Blanche et Vermeille | Fragment; voor sopraan solo, tenor solo en orkest                                                  | maart 1820 | Jean-Pierre Claris de Florian                                            |
| 1820        | Ich, J. Mendelssohn                                         | plan: 3 scènes; Fragment: breekt af in de 2e scène; Blijspel voor solisten, gemengd koor en orkest |            |                                                                          |
| 1842        | Ein Sommernachtstraum, op. 61                               | toneelmuziek                                                                                       |            | William Shakespeare (A Midsummer Night's Dream (Een Midzomernachtdroom)) |

| - Strijkkwartetten - nr 1 in Es groot, op. 12 (1829) - nr 2 in a klein, op. 13 (1827) - nr 3 in D groot, op. 44/1 (1837 - 1838) - nr 4 in e klein, op. 44/2 (1837 - 1838) - nr 5 in Es groot, op. 44/3 (1837 - 1838) - nr 6 in f klein, op. 80 (1847) - in Es groot, 1823 - Vier stukken voor strijkkwartet, op. 81 - Andante in E groot (1847) - Scherzo in a klein (1847) - Capriccio in e klein (1843) - Fuga in Es groot (1827) - Pianotrio's - nr 1 in d klein, op. 49 (1839) - nr 2 in c klein, op. 66 (1845) - Pianokwartetten - nr 1 in c klein, op. 1 (1822) - nr 2 in f klein, op. 2 (1823) - nr 3 in b klein, op. 3 (1824 - 1825) - Strijkkwintetten - nr 1 in A groot, op. 18 (1831) - nr 2 in Bes groot, op. 87 (1845) - Sextet in D groot, op. 110 (1824) - Octet in Es groot, op. 20 (1825) - Concertstuk nr 1 in f klein voor klarinet, bassethoorn en piano, op. 113 (1833) - Concertstuk nr 2 in d klein voor klarinet, bassethoorn en piano, op. 114 (1833) - Sonates - Sonate voor altviool en piano in c klein (1824) - Sonate voor klarinet en piano in Es groot (1824) - Sonate voor viool en piano in f klein, op. 4 (1825) - Variations concertantes voor cello en piano, op. 17 (1829) - Sonate voor cello en piano nr 1 in Bes groot, op. 45 (1838) - Sonate voor cello en piano nr 2 in D groot, op. 58 (1843) - Lieder ohne Worte voor cello en piano, op. 109 (1845) - 12 liederen, op. 8 (1830) - 12 liederen, op. 9 (1829) - 6 liederen, op. 19a (1830) - 6 liederen, op. 34 (1834 - 1837) - 6 liederen, op. 47 (1839) - 6 liederen, op. 57 (1839 - 1842) - 6 liederen, op. 71 (1845 - 1847) - 3 liederen, op. 84 (1831 - 1839) - 6 liederen, op. 86 (1826 - 1847) - 6 liederen, op. 99 (1841 - 1845) - 2 liederen, op. 112 (1835) | - Capriccio in fis klein, op. 5 (1825) - Sonate in E groot, op. 6 (1826) - Fantasie (Scottish Sonata) in fis klein, op. 28 (1833) - Sonate in g klein, op. 105 (1821) - Sonate in Bes groot, op. 106 (1827) - 7 karakterstukken, op. 7 (1824-1827) - Rondo capriccioso, op. 14 (1830) / (1824) - Fantasie über ein irländisches Lied, The Last Rose, op. 15 (1827) - 3 Fantaisies ou Caprices, op. 16 (1829) - Lieder ohne Worte - boek I, op. 19b (1829) - boek II, op. 30 (1835) - boek III, op. 38 (1837) - boek IV, op. 53 (1841) - boek V, op. 62 (1843) - boek VI, op. 67 (1845) - boek VII, op. 85 (1842) - Variations sérieuses, opus 54 (1841) - Variaties, op. 69 (1841) - Variaties in Es, op. 82 (1841) - Variaties in Bes (Andante tranquillo, 5 variaties en Allegro assai vivace), op. 83 (1841) - Andante tranquillo con Variationi, in Bes (8 variaties, Andante come prima en Allegro assai vivace), voor piano vierhandig, op. 83a - 3 Caprices, op. 33 (1835) - 6 Praeludia en fuga's op. 35 (1827-1837) - Etude in f klein (1836), voor de Méthode des Méthodes (1840), Études de perfectionnement, no.8 - 6 Kinderstücke op. 72 (1842) - Allegro brillant voor 2 piano's, op. 92 (1841) - 3 Preludes en studies, op. 104 (1836 - 1838) - Albumblatt in e klein, op. 117 (1837) - Capriccio in E groot, op. 118 (1837) - Perpetuum mobile op. 119 (1826) - 2 Klavierstücke (1833) - Scherzo a capriccio in fis klein (1835) - Andante cantabile e Presto agitato in B groot/ b klein (1838) - Wie die Zeit läuft! (1849) - 6 liederen voor SATB (sopraan, alt, tenor, bas), op. 41 (1834) - 6 liederen voor SATB, op. 48 (1839) - 6 liederen voor TB (tenor, bas), op. 50 (1837 - 1840) - 6 liederen voor SATB, op. 59 (1837 - 1843) - 6 tweestemmige liederen, op. 63 (1836 - 1844) - 4 liederen voor TB, op. 76 (1840 - 1847) - 3 tweestemmige liederen, op. 77 (1836 - 1847) - 6 liederen voor SATB, op. 88 (1839 - 1847) - 4 liederen voor TB, op. 100 (1839 - 1844) - 4 liederen voor TB, op. 120 (1837 - 1847) - 3 Praeludia en fuga’s, op. 37, in c klein, G groot, d klein (1833 - 1837) - 6 sonates, op. 65, in f klein, c klein, A groot, Bes groot, D groot, d klein (1839 - 1844) - Andante en variaties in D groot (1844) - meer dan dertig 'losse' orgelstukken (Editie: Novello, Londen) |

## Stamboom van de familie Mendelssohn
|                               |                               |                               |                               |                               |                               |  |  | Moses Mendelssohn filosoof    | Moses Mendelssohn filosoof    | Moses Mendelssohn filosoof    | Moses Mendelssohn filosoof    | Moses Mendelssohn filosoof    | Moses Mendelssohn filosoof    |  |  | Fromet Gugenheim                      | Fromet Gugenheim                      | Fromet Gugenheim                      | Fromet Gugenheim                      | Fromet Gugenheim                      | Fromet Gugenheim                      |  |  |                                                            |                                                            |                                                            |                                                            |                                                            |                                                            |  |  |                            |                            |                            |                            |                            |                            |  |  |                   |                   |                   |                   |                   |                   |  |  |                                    |                                    |                                    |                                    |                                    |                                    |
|                               |                               |                               |                               |                               |                               |  |  | Moses Mendelssohn filosoof    | Moses Mendelssohn filosoof    | Moses Mendelssohn filosoof    | Moses Mendelssohn filosoof    | Moses Mendelssohn filosoof    | Moses Mendelssohn filosoof    |  |  | Fromet Gugenheim                      | Fromet Gugenheim                      | Fromet Gugenheim                      | Fromet Gugenheim                      | Fromet Gugenheim                      | Fromet Gugenheim                      |  |  |                                                            |                                                            |                                                            |                                                            |                                                            |                                                            |  |  |                            |                            |                            |                            |                            |                            |  |  |                   |                   |                   |                   |                   |                   |  |  |                                    |                                    |                                    |                                    |                                    |                                    |
|                               |                               |                               |                               |                               |                               |  |  |                               |                               |                               |                               |                               |                               |  |  |                                       |                                       |                                       |                                       |                                       |                                       |  |  |                                                            |                                                            |                                                            |                                                            |                                                            |                                                            |  |  |                            |                            |                            |                            |                            |                            |  |  |                   |                   |                   |                   |                   |                   |  |  |                                    |                                    |                                    |                                    |                                    |                                    |
|                               |                               |                               |                               |                               |                               |  |  |                               |                               |                               |                               |                               |                               |  |  |                                       |                                       |                                       |                                       |                                       |                                       |  |  |                                                            |                                                            |                                                            |                                                            |                                                            |                                                            |  |  |                            |                            |                            |                            |                            |                            |  |  |                   |                   |                   |                   |                   |                   |  |  |                                    |                                    |                                    |                                    |                                    |                                    |
| Dorothea Schlegel schrijfster | Dorothea Schlegel schrijfster | Dorothea Schlegel schrijfster | Dorothea Schlegel schrijfster | Dorothea Schlegel schrijfster | Dorothea Schlegel schrijfster |  |  | Joseph Mendelssohn bankier    | Joseph Mendelssohn bankier    | Joseph Mendelssohn bankier    | Joseph Mendelssohn bankier    | Joseph Mendelssohn bankier    | Joseph Mendelssohn bankier    |  |  | Abraham Mendelssohn Bartholdy bankier | Abraham Mendelssohn Bartholdy bankier | Abraham Mendelssohn Bartholdy bankier | Abraham Mendelssohn Bartholdy bankier | Abraham Mendelssohn Bartholdy bankier | Abraham Mendelssohn Bartholdy bankier |  |  | Lea Salomon                                                | Lea Salomon                                                | Lea Salomon                                                | Lea Salomon                                                | Lea Salomon                                                | Lea Salomon                                                |  |  |                            |                            |                            |                            |                            |                            |  |  |                   |                   |                   |                   |                   |                   |  |  |                                    |                                    |                                    |                                    |                                    |                                    |
| Dorothea Schlegel schrijfster | Dorothea Schlegel schrijfster | Dorothea Schlegel schrijfster | Dorothea Schlegel schrijfster | Dorothea Schlegel schrijfster | Dorothea Schlegel schrijfster |  |  | Joseph Mendelssohn bankier    | Joseph Mendelssohn bankier    | Joseph Mendelssohn bankier    | Joseph Mendelssohn bankier    | Joseph Mendelssohn bankier    | Joseph Mendelssohn bankier    |  |  | Abraham Mendelssohn Bartholdy bankier | Abraham Mendelssohn Bartholdy bankier | Abraham Mendelssohn Bartholdy bankier | Abraham Mendelssohn Bartholdy bankier | Abraham Mendelssohn Bartholdy bankier | Abraham Mendelssohn Bartholdy bankier |  |  | Lea Salomon                                                | Lea Salomon                                                | Lea Salomon                                                | Lea Salomon                                                | Lea Salomon                                                | Lea Salomon                                                |  |  |                            |                            |                            |                            |                            |                            |  |  |                   |                   |                   |                   |                   |                   |  |  |                                    |                                    |                                    |                                    |                                    |                                    |
|                               |                               |                               |                               |                               |                               |  |  |                               |                               |                               |                               |                               |                               |  |  |                                       |                                       |                                       |                                       |                                       |                                       |  |  |                                                            |                                                            |                                                            |                                                            |                                                            |                                                            |  |  |                            |                            |                            |                            |                            |                            |  |  |                   |                   |                   |                   |                   |                   |  |  |                                    |                                    |                                    |                                    |                                    |                                    |
|                               |                               |                               |                               |                               |                               |  |  |                               |                               |                               |                               |                               |                               |  |  |                                       |                                       |                                       |                                       |                                       |                                       |  |  |                                                            |                                                            |                                                            |                                                            |                                                            |                                                            |  |  |                            |                            |                            |                            |                            |                            |  |  |                   |                   |                   |                   |                   |                   |  |  |                                    |                                    |                                    |                                    |                                    |                                    |
| Georg Mendelssohn geograaf    | Georg Mendelssohn geograaf    | Georg Mendelssohn geograaf    | Georg Mendelssohn geograaf    | Georg Mendelssohn geograaf    | Georg Mendelssohn geograaf    |  |  | Alexander Mendelssohn bankier | Alexander Mendelssohn bankier | Alexander Mendelssohn bankier | Alexander Mendelssohn bankier | Alexander Mendelssohn bankier | Alexander Mendelssohn bankier |  |  | Fanny Hensel componist                | Fanny Hensel componist                | Fanny Hensel componist                | Fanny Hensel componist                | Fanny Hensel componist                | Fanny Hensel componist                |  |  | Felix Mendelssohn Bartholdy componist                      | Felix Mendelssohn Bartholdy componist                      | Felix Mendelssohn Bartholdy componist                      | Felix Mendelssohn Bartholdy componist                      | Felix Mendelssohn Bartholdy componist                      | Felix Mendelssohn Bartholdy componist                      |  |  | Cécile Jeanrenaud          | Cécile Jeanrenaud          | Cécile Jeanrenaud          | Cécile Jeanrenaud          | Cécile Jeanrenaud          | Cécile Jeanrenaud          |  |  | Rebecka Dirichlet | Rebecka Dirichlet | Rebecka Dirichlet | Rebecka Dirichlet | Rebecka Dirichlet | Rebecka Dirichlet |  |  | Paul Mendelssohn-Bartholdy bankier | Paul Mendelssohn-Bartholdy bankier | Paul Mendelssohn-Bartholdy bankier | Paul Mendelssohn-Bartholdy bankier | Paul Mendelssohn-Bartholdy bankier | Paul Mendelssohn-Bartholdy bankier |
| Georg Mendelssohn geograaf    | Georg Mendelssohn geograaf    | Georg Mendelssohn geograaf    | Georg Mendelssohn geograaf    | Georg Mendelssohn geograaf    | Georg Mendelssohn geograaf    |  |  | Alexander Mendelssohn bankier | Alexander Mendelssohn bankier | Alexander Mendelssohn bankier | Alexander Mendelssohn bankier | Alexander Mendelssohn bankier | Alexander Mendelssohn bankier |  |  | Fanny Hensel componist                | Fanny Hensel componist                | Fanny Hensel componist                | Fanny Hensel componist                | Fanny Hensel componist                | Fanny Hensel componist                |  |  | Felix Mendelssohn Bartholdy componist                      | Felix Mendelssohn Bartholdy componist                      | Felix Mendelssohn Bartholdy componist                      | Felix Mendelssohn Bartholdy componist                      | Felix Mendelssohn Bartholdy componist                      | Felix Mendelssohn Bartholdy componist                      |  |  | Cécile Jeanrenaud          | Cécile Jeanrenaud          | Cécile Jeanrenaud          | Cécile Jeanrenaud          | Cécile Jeanrenaud          | Cécile Jeanrenaud          |  |  | Rebecka Dirichlet | Rebecka Dirichlet | Rebecka Dirichlet | Rebecka Dirichlet | Rebecka Dirichlet | Rebecka Dirichlet |  |  | Paul Mendelssohn-Bartholdy bankier | Paul Mendelssohn-Bartholdy bankier | Paul Mendelssohn-Bartholdy bankier | Paul Mendelssohn-Bartholdy bankier | Paul Mendelssohn-Bartholdy bankier | Paul Mendelssohn-Bartholdy bankier |
|                               |                               |                               |                               |                               |                               |  |  |                               |                               |                               |                               |                               |                               |  |  |                                       |                                       |                                       |                                       |                                       |                                       |  |  |                                                            |                                                            |                                                            |                                                            |                                                            |                                                            |  |  |                            |                            |                            |                            |                            |                            |  |  |                   |                   |                   |                   |                   |                   |  |  |                                    |                                    |                                    |                                    |                                    |                                    |
|                               |                               |                               |                               |                               |                               |  |  |                               |                               |                               |                               |                               |                               |  |  |                                       |                                       |                                       |                                       |                                       |                                       |  |  |                                                            |                                                            |                                                            |                                                            |                                                            |                                                            |  |  |                            |                            |                            |                            |                            |                            |  |  |                   |                   |                   |                   |                   |                   |  |  |                                    |                                    |                                    |                                    |                                    |                                    |
|                               |                               |                               |                               |                               |                               |  |  |                               |                               |                               |                               |                               |                               |  |  |                                       |                                       |                                       |                                       |                                       |                                       |  |  | Paul Mendelssohn Bartholdy sr chemicus, oprichter van Agfa | Paul Mendelssohn Bartholdy sr chemicus, oprichter van Agfa | Paul Mendelssohn Bartholdy sr chemicus, oprichter van Agfa | Paul Mendelssohn Bartholdy sr chemicus, oprichter van Agfa | Paul Mendelssohn Bartholdy sr chemicus, oprichter van Agfa | Paul Mendelssohn Bartholdy sr chemicus, oprichter van Agfa |  |  | Carl Mendelssohn Bartholdy | Carl Mendelssohn Bartholdy | Carl Mendelssohn Bartholdy | Carl Mendelssohn Bartholdy | Carl Mendelssohn Bartholdy | Carl Mendelssohn Bartholdy |  |  |                   |                   |                   |                   |                   |                   |  |  |                                    |                                    |                                    |                                    |                                    |                                    |
|                               |                               |                               |                               |                               |                               |  |  |                               |                               |                               |                               |                               |                               |  |  |                                       |                                       |                                       |                                       |                                       |                                       |  |  | Paul Mendelssohn Bartholdy sr chemicus, oprichter van Agfa | Paul Mendelssohn Bartholdy sr chemicus, oprichter van Agfa | Paul Mendelssohn Bartholdy sr chemicus, oprichter van Agfa | Paul Mendelssohn Bartholdy sr chemicus, oprichter van Agfa | Paul Mendelssohn Bartholdy sr chemicus, oprichter van Agfa | Paul Mendelssohn Bartholdy sr chemicus, oprichter van Agfa |  |  | Carl Mendelssohn Bartholdy | Carl Mendelssohn Bartholdy | Carl Mendelssohn Bartholdy | Carl Mendelssohn Bartholdy | Carl Mendelssohn Bartholdy | Carl Mendelssohn Bartholdy |  |  |                   |                   |                   |                   |                   |                   |  |  |                                    |                                    |                                    |                                    |                                    |                                    |
|                               |                               |                               |                               |                               |                               |  |  |                               |                               |                               |                               |                               |                               |  |  |                                       |                                       |                                       |                                       |                                       |                                       |  |  | Paul Mendelssohn Bartholdy jr chemicus                     |                                                            |                                                            |                                                            |                                                            |                                                            |  |  |                            |                            |                            |                            |                            |                            |  |  |                   |                   |                   |                   |                   |                   |  |  |                                    |                                    |                                    |                                    |                                    |                                    |

- Bibsys: 90094793
- Biblioteca Nacional de Chile: 000064327
- Biblioteca Nacional de España: XX1026896
- Bibliothèque nationale de France: cb13984603f (data)
- Catàleg d'autoritats de noms i títols de Catalunya: 981058521465006706
- CiNii: DA0314640X
- Gemeinsame Normdatei: 118580779
- Historisch woordenboek van Zwitserland: 041463
- International Standard Name Identifier: 0000 0001 2118 1195
- Library of Congress Control Number: n79139515
- Nationale Bibliotheek van Letland: 000037232
- MusicBrainz: 0e85eb79-1c05-44ba-827c-7b259a3d941a
- Bibliotheek van het Japanse parlement: 00471518
- Nationale Bibliotheek van Tsjechië: jn19990005595
- Nationale bibliotheek van Australië: 36591008
- Nationale Bibliotheek van Israël: 987007289582005171
- Nationale Bibliotheek van Polen: a0000001180992
- Nationale Bibliotheek van Roemenië: 000142241
- Nationale en Universitaire bibliotheek Zagreb: 000101482
- Nederlandse Thesaurus van Auteursnamen: 06872134X
- RKD-Nederlands Instituut voor Kunstgeschiedenis: 55196
- Istituto Centrale per il Catalogo Unico: CFIV025596
- LIBRIS: 194985
- SNAC: w6t25wff
- Système universitaire de documentation: 027329453
- Trove: 1309489
- Union List of Artist Names: 500088371
- Virtual International Authority File: 2665666
- WorldCat: E39PBJmtBVdYRd3PkQgkgytMyd

Haendel · Lulli · Scarlatti · Mozart · Cherubini · Weber · Berlioz · Chopin · Liszt · Wagner · Gounod · Reincken · Schuijt · Obrecht · Sweelinck · Orl. Lassus · Clemens n.P. · Wanning · Brahms · Rubinstein · Niels Gade · Verhulst · Schumann · Mendelssohn · Schubert · Spohr · Beethoven · Haydn ·  Bach · Strawinsky · Pijper · Ravel · Reger · Wagenaar · Tschaikovsky · Zweers · Bruckner · Mahler · Franck · Diepenbrock · Debussy · Dopper · Richard Strauss · Röntgen · Bartók · Dvořák